# Ideeënleer

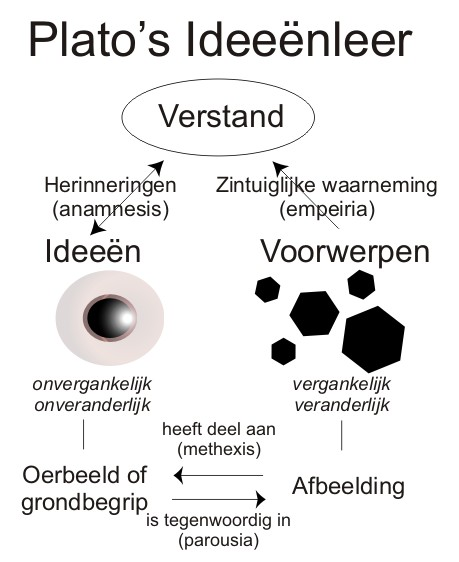
Schematische uitleg van Plato's Ideeënleer

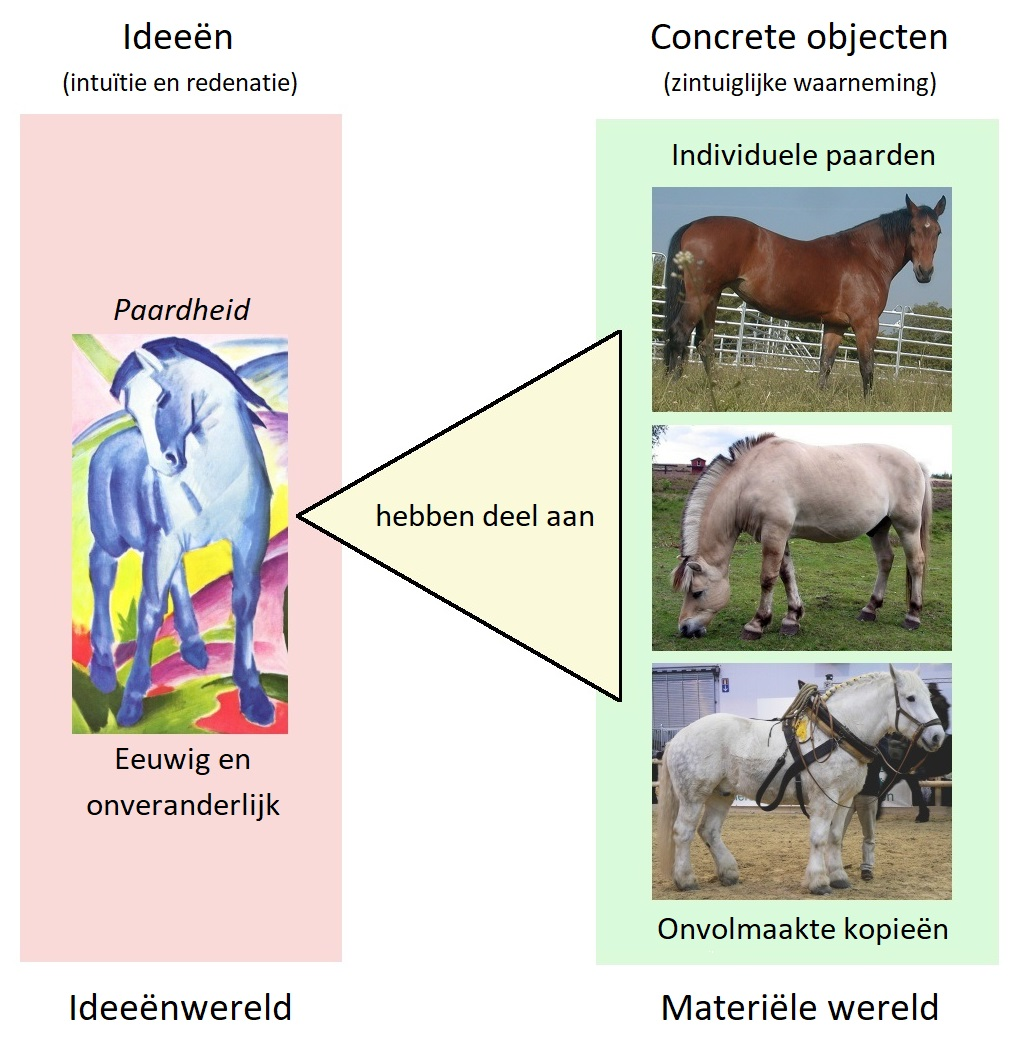
Plato's Ideeënleer uitgelegd met paarden

De Ideeënleer is het bekendste onderdeel van de filosofie van de Griekse wijsgeer Plato, en behelst de aanname dat er eeuwige, slechts met het verstand waarneembare Ideeën bestaan. Deze Ideeën vervullen een functie in Plato's metafysica/ontologie, kennistheorie en ethiek.

## Idee
Het woord Idee in deze context is direct afkomstig van het Griekse woord idea, dat gestalte, aanblik betekent en bij Plato maar weinig met het Nederlandse woord idee te maken heeft. Al is het woord Ideeënleer dus misleidend, de term is ingeburgerd doordat latere platonisten de Ideeën interpreteerden als zijnde aanwezig in een goddelijke geest. Via die weg kon het Griekse idea in de moderne westerse talen de betekenis krijgen van opvatting in iemands geest, idee. 
Plato gebruikt ook het woord eidos (vorm) voor zijn Ideeën; in het Engels wordt dan ook wel van de Theory of Forms gesproken, om zo de misleidende relatie met het woord idee te vermijden.

## Metafysica/Ontologie
Van de Ideeën zegt Plato dat ze waarlijk zijn. Hiermee wil hij onder andere uitdrukken dat ze eeuwig zijn, tijdloos, en dus onveranderlijk. Dit in tegenstelling tot de voorwerpen om ons heen; omdat deze aan voortdurende verandering onderhevig zijn, is de term worden hier meer van toepassing. Ze danken hun afgeleide zijn - hun bestaan - aan de Ideeën: Plato drukt dit uit door te zeggen dat deze voorwerpen deelhebben aan een Idee. Deze relatie wordt door hem methexis genoemd. De Idee heeft dan de functie van oerbeeld. Zo brengt de demiurg, de goddelijke ambachtsman in Plato's Timaeus, het universum tot stand door de aanwezige, ongeordende, materie te vormen naar het beeld van de Ideeën. Ideeën zijn absoluut; de Idee van de cirkel gaat logisch vooraf aan alle afbeeldingen ervan om ons heen maar is zelf niet afhankelijk van het bestaan van die afbeeldingen. 
Niet alleen voorwerpen, maar ook eigenschappen zijn voor hun bestaan afhankelijk van de Ideeën: een handeling is rechtvaardig, omdat ze deel heeft aan de Idee Rechtvaardigheid. Als die handeling ook moedig is, heeft ze ook deel aan de Idee Moed. In dit geval heeft de Idee de functie van grondbegrip.
De Ideeënleer wordt wel gecategoriseerd als een Twee-werelden theorie. Er is bij Plato een duidelijk niveauverschil tussen de wereld, of het rijk, der Ideeën en de wereld om ons heen. Soms wekt Plato ook de indruk dat deze laatste slechts schijn is; of het leven zich slechts afspeelt te midden van afbeeldingen, zoals in de Allegorie van de grot. Het spreken over twee werelden suggereert echter dat de Ideeën bestaan in een andere ruimte of dimensie. Hoewel Plato in sommige dialogen, zoals de Phaidoon, de Ideeën inderdaad opvoert als een soort materiële objecten, werd door latere platonisten vaak aangenomen dat dit slechts metaforisch of zinnebeeldig is en dat voor hem Ideeën zowel buiten ruimte als tijd vielen.

## Kennistheorie
In de Staat zegt Plato dat kennis van de Ideeën voorbehouden is aan filosofen en dat alleen in dit geval van eigenlijke kennis gesproken kan worden. De andere mensen hebben niet meer dan doxa (mening/opvatting). Dit is gerelateerd aan het feit dat zij niet verder komen dan hetgeen zintuiglijk waarneembaar is. Plato legt de link tussen kennis en Idee omdat voor hem echte kennis gepaard moet gaan met onveranderlijke en onvergankelijke voorwerpen van kennis. De geobserveerde voorwerpen zijn veranderlijk en vergankelijk en kunnen daardoor geen voorwerp van kennis zijn.

### Anamnese en Ideeën
Toch is duidelijk dat ook andere mensen een tafel van een stoel weten te onderscheiden en ook enige notie hebben van wat rechtvaardig is en wat niet. Kennelijk heeft iedereen dus wel enige notie van (sommige) Ideeën. 
Dit strookt met de anamnese zoals Plato die uiteenzet in de Meno en de Phaedo: de ziel is eeuwig en bestond dus ook al voor de geboorte en heeft in die, niet aan het lichaam gebonden toestand, kennis gehad van de Ideeën. Als de ziel het lichaam binnentreedt, is het het lichaam dat deze kennis wegdrukt, omdat het kenvermogen van de ziel verstoord wordt door het geweld van de zintuiglijke indrukken. De mens bezit evenwel het vermogen deze prenatale kennis weer op te roepen, zich weer te herinneren (Grieks: anamnèsis, herinnering). In de Meno maakt Plato dit aanschouwelijk door een niet wiskundig onderlegde slaaf een wiskundig probleem te laten oplossen, uitsluitend door het stellen van enkele vragen. Dit gebeurt in een kennistheoretische context, namelijk als antwoord op het dilemma hoe überhaupt iets geleerd kan worden: op het moment dat die kennis gezocht wordt, is immers nog niet bekend wat gezocht wordt. Plato's antwoord is dat op een bepaald moment iets herinnerd wordt en dan weer bekend wordt dat dat de gezochte kennis is.
In de Phaedo wordt de anamnese duidelijk gekoppeld aan het bestaan van de Ideeën. Maar hier is de trigger tot de herinnering het waarnemen van mooie voorwerpen, deze waarnemingen roepen herinneringen op aan de zuivere schoonheid die de ziel vroeger aanschouwd heeft.

### Ideeën als universalia
De Idee heeft in de functie van gemeenschappelijk kenmerk, soortbegrip, een rijk voortleven gekend, de eeuwenlange discussie tussen realisten en nominalisten; zie universalia.

## Ethiek
Door hun zuiverheid kunnen sommige Ideeën ook dienen als ideaalbeelden. De Idee Rechtvaardigheid bijvoorbeeld staat voor de perfecte rechtvaardigheid. Deze moet nagestreefd worden. Daarvoor is dus kennis nodig, maar zodra die er is, kunnen alle handelingen op aarde er aan afgemeten worden. Daarom moeten in de Staat de bestuurders filosofen zijn, want alleen zij beschikken over deze kennis. Maar ook op niet-politiek gebied geldt dat kennis nodig is om te weten wat rechtvaardig gedrag is. Daarmee treedt Plato in de voetsporen van Socrates, voor wie ook gold dat deugd een vorm van kennis is.

### De Idee van het Goede
In de Staat vormen de Ideeën een hiërarchie, met als hoogste de Idee van het Goede. In de wereld der Ideeën is deze wat op aarde de zon is: zowel bestaansgrond voor de andere Ideeën, als ook de reden dat de ziel deze kan kennen; ze worden belicht door de Idee van het Goede. Deze Idee te aanschouwen is het ultieme doel van al het filosofisch streven. Nergens anders in zijn werk noemt Plato deze Idee, maar door latere platonisten is ze centraal gesteld, in een meer mystiek kader. Ook is ze wel geïdentificeerd met een monotheïstische god zoals in het latere jodendom, christendom en de islam. Dit is latere interpretatie en kan niet in Plato's werk worden gelezen, al gebruikt Plato wel de meest verheven termen waar hij het over de Idee van het Goede heeft.

## Ontstaan van de Ideeënleer
De absoluutheid en perfectie van hetgeen niet zichtbaar is, heeft Plato naar alle waarschijnlijkheid aan de wiskunde ontleend. Alle getekende driehoeken zijn slechts nabootsingen van de theoretische, perfecte driehoek. Hij heeft dit principe uitgebreid tot andere domeinen, zoals de ethische begrippen. Daar waar Socrates op zoek was naar definities van deze begrippen, zonder daarbij tot een definitief antwoord te komen, vervullen bij Plato de Ideeën de rol van wat wel de kern, de essentie wordt genoemd. Het tegenwoordig zijn van de Ideeën in de zintuiglijk waarneembare voorwerpen moest verklaren waarom van bomen wordt gezegd dat ze boom zijn en niet bijvoorbeeld plant en waarom een rechtvaardige daad als zodanig herkend kan worden.
De absoluutheid van de Ideeën moest ook een tegenargument vormen tegen allerlei contemporain relativisme. Daar waar Sofisten verkondigden dat begrippen als rechtvaardigheid subjectief konden worden ingevuld, wilde Plato aantonen dat er een vaststaande, onbetwijfelbare rechtvaardigheid bestond.

## Filosofische problemen
In zijn latere werk, onder meer in het eerste deel van de Parmenides, gaat Plato zelf in op een aantal vragen die zijn eigen Ideeënleer volgens hem oproept, zoals hoe dat deelhebben aan precies in zijn werk gaat, of een Idee zich in haar geheel in elk voorwerp bevindt en of een Idee zich opsplitst. Met andere woorden: de relatie tussen de twee werelden is problematisch. 
Aristoteles wees Plato's Ideeën af, maar gebruikte wel hetzelfde Griekse woord — eidos — ter aanduiding van de kern (essentie) van een voorwerp. Hij stelde dat alle voorwerpen zijn samengesteld uit materie en vorm, waarbij de vorm het bepalende element is. Het verschil met Plato is dus dat deze vorm niet meer een los bestaan leidt, niet meer transcendent is, maar uitsluitend in de voorwerpen is, immanent is.